# Denia Ciutat Creativa (navire)
 (juillet 2023).
Si vous disposez d'ouvrages ou d'articles de référence ou si vous connaissez des sites web de qualité traitant du thème abordé ici, merci de compléter l'article en donnant les références utiles à sa vérifiabilité et en les liant à la section « Notes et références ».
Pour les articles homonymes, voir Scandola (homonymie).
Le Dénia Ciutat Creativa est un navire mixte appartenant à la compagnie espagnole Baleària. Construit de 1991 à 1992 aux chantiers Van Der Giessen-de Noord de Krimpen aan den IJssel aux Pays-Bas sous le nom de Via Ligure, il était à l'origine un roulier commandé par la compagnie italienne Viamare di Navigazione. Mis en service en juillet 1992 entre le continent italien et la Sicile, il est affrété à compter de 1994 par la compagnie grecque Strintzis Lines qui l'exploite entre la Grèce et l'Italie sous le nom de Ionian Star. C'est à cette occasion qu'il est converti en navire mixte aux chantiers de Perama. Acquis par Strintzis Lines en 1996, il est ensuite revendu en 1999 à la Compagnie méridionale de navigation (CMN) qui le fait naviguer entre Marseille et la Corse sous le nom de Scandola. Retiré du service en 2011 à la suite de l'arrivée du Piana, il est affrété à partir de 2012 par la société ASA Lines qui l'emploie entre l'Italie et l'Espagne puis en 2013 par la compagnie espagnole Acciona Trasmediterranea qui l'affecte entre Valence et les îles Baléares. Finalement vendu en 2015 à Baleària, il prend le nom de Dénia Ciutat Creativa. Il navigue actuellement entre le sud de l'Espagne et le territoire autonome de Melilla.

## Histoire

### Origines et construction
Le Via Ligure est le premier d'une série de cinq rouliers identiques commandés au début des années 1990 par la compagnie italienne Viamare di Navigazione. Destinés pour la plupart au transport de fret entre l'Italie continentale et la Sicile, certains sont toutefois prévus pour être affrétés par d'autres armateurs. Pouvant transporter une centaine de remorques, ils sont également aménagés pour accueillir 50 chauffeurs routiers.
Construit par les chantiers Van Der Giessen-de Noord de Krimpen aan den IJssel aux Pays-Bas, le Via Ligure est lancé le 11 mars 1992. Après trois mois de finitions, il est livré à Viamare le 23 juin.

### Service

#### Viamare/Strintzis Lines (1992-1999)
Après avoir quitté les Pays-Bas pour rejoindre la Méditerranée, le Via Ligure est mis en service le 7 juillet 1992 entre Gênes et Termini Imerese, en Sicile.
En mars 1994, il est affrété par la compagnie grecque Strintzis Lines. Renommé Ionian Star, le navire entre peu de temps après aux chantiers de Perama où il est transformé en profondeur afin d'être converti en navire mixte. À cet effet, Le garage supérieur est recouvert et des locaux destinés à accueillir des passagers sont créés sur les ponts 4 et 5. À la suite des travaux, le navire peut à présent transporter environ 1 000 passagers.
Une fois les transformations achevées, le Ionian Star entre en service le 17 juin 1994 sur les lignes entre la Grèce et l'Italie. En 1996, Strintzis Lines devient propriétaire du navire. Il sera par la suite revendu en février 1999 à la Compagnie méridionale de navigation pour la somme de 220 millions de francs.

#### La Méridionale (1999-2015)
Livré le 18 février 1999 à la CMN, le navire est rebaptisé Scandola, du nom de la célèbre réserve naturelle située sur la côte ouest de la Corse. Après avoir quitté la Grèce, le cargo mixte arrive pour la première fois à Marseille le 24 février. Au cours du mois de mars, il subit quelques travaux de transformations, effectués par la Compagnie marseillaise de réparation (CMR), afin d'être adapté aux standards de La Méridionale. Ainsi, sa capacité d'emport est abaissée à 250 passagers et 90 véhicules et le navire est également repeint aux couleurs de l'armateur avec la traditionnelle coque grise. Les transformations coûteront en tout 10 millions de francs.
Le Scandola a été acquis dans le cadre de la convention particulière entre la CMN et l'office des transports de la Corse. La compagnie avait en effet la possibilité de renouveler une partie de sa flotte une fois les conditions économiques réunies. Après une première rencontre en septembre 1997, il a été décidé un report de l'échéance à septembre 1998. Le service fret reprenant de l'activité et le service passager progressant, La Méridionale s'est alors décidée à acquérir un nouveau cargo mixte d'occasion pour la Corse, permettant d'anticiper le remplacement du Porto Cardo dans la perspective de l'appel d'offres en vue de la mise en place d'une délégation de service public entre Marseille et la Corse à partir de 2001.
Une fois les travaux terminés, le Scandola appareille à vide pour la Corse. Son baptême est célébré par le vicaire Jean-Toussaint Micaletti à Ajaccio le 30 mars 1999 en présence des dirigeants de la compagnie ainsi que des partenaires. Sa marraine est la danseuse d'origine corse Marie-Claude Pietragalla,. Le navire débute ensuite ses rotations avec le continent le lendemain.

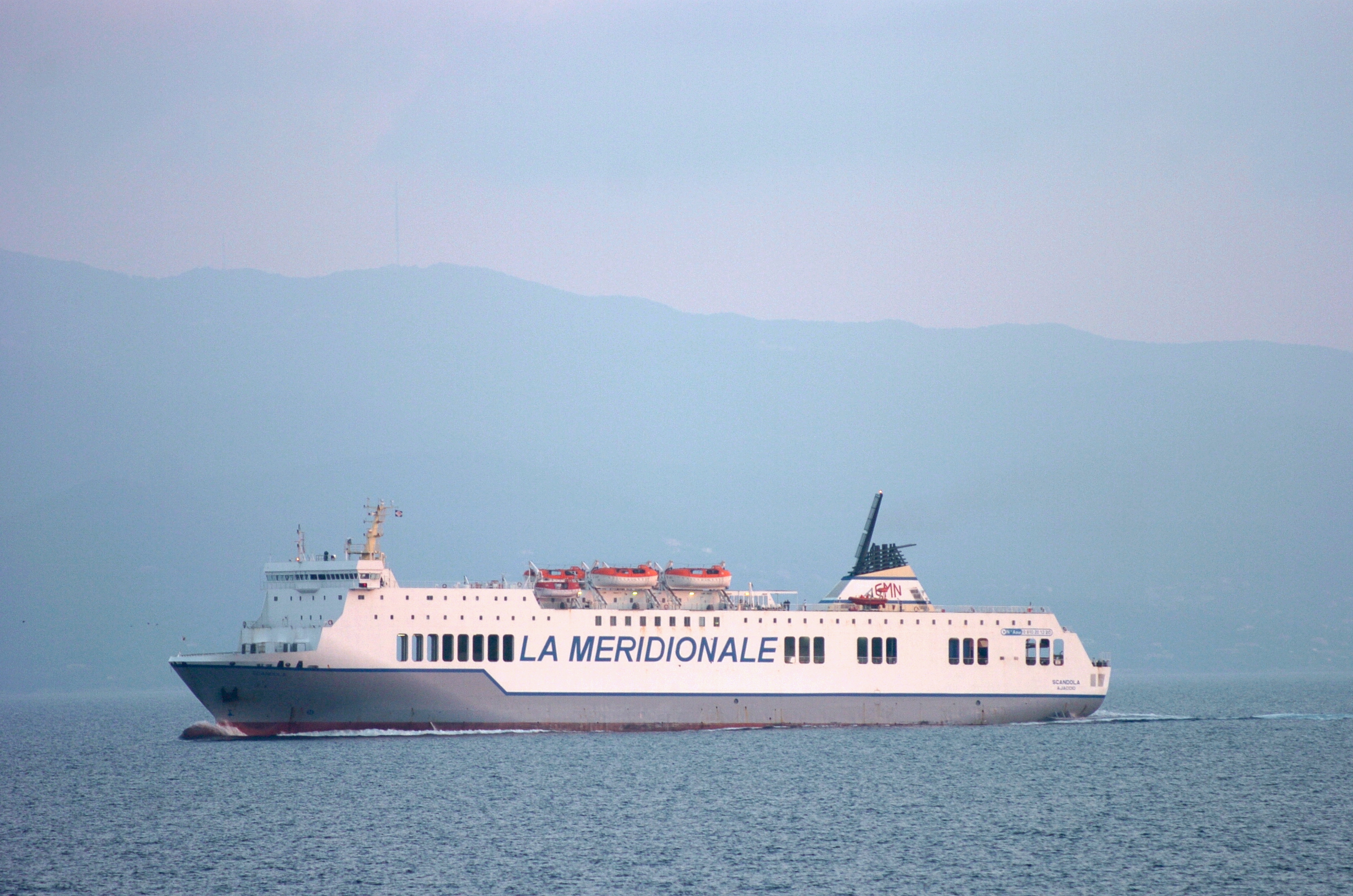
Le Scandola à Ajaccio en 2007.

En mars 2002, à la suite de l'entrée en flotte du Girolata, le Scandola est transféré sur la desserte de Propriano et de la Sardaigne en remplacement du Santa Regina.
En 2011, le navire est partiellement repeint aux nouvelles couleurs de La Méridionale. Il arbore en effet sur sa coque et sa cheminée les nouveaux logos de la compagnie mais conserve toutefois, à l'instar du Girolata, sa coque grise.
Au mois de décembre, l'arrivée du nouveau Piana entre Marseille et Bastia entraîne l'affectation du Kalliste sur Propriano et la Sardaigne en lieu et place du Scandola.
Retiré de la flotte, le navire est affrété en juin 2012 par la société ASA Lines qui le fait naviguer à partir du mois d'août entre l'Italie et l'Espagne. Il est ensuite affrété à compter de mars 2013 par la compagnie espagnole Acciona Trasmediterranea qui l'exploite entre l'Espagne continentale et les îles Baléares. En avril 2015, le Scandola est vendu à la compagnie Baleària.

#### Baleària (depuis 2015)
Malgré le changement de propriétaire, le navire reste affrété encore un an par Acciona. Il est ensuite réceptionné par Baleària et rebaptisé Dénia Ciutat Creativa. Exploité dans un premier temps vers les Baléares, il ensuite transféré en 2017 entre Malaga, Almería et le territoire autonome de Melilla.

## Aménagements
Le Dénia Ciutat Creativa possède 9 ponts. Si le navire s'étend en réalité sur 11 ponts, deux d'entre eux sont inexistants au niveau des garages pour permettre au navire de transporter du fret. Les locaux des passagers se situent sur les ponts 4 et 5 tandis que ceux de l'équipages occupent l'avant de ces mêmes ponts. Les ponts 2 et 3 abritent quant à eux les garages.

### Locaux communs
Aménagé en 1994 pour le transport des passagers, le Dénia Ciutat Creativa possède des installations simples mais proposant un certain confort. Parmi ces installations, toutes situées au milieu du pont 4, se trouvent un bar-salon et un restaurant. Des espaces jeux enfants et adultes sont également présents de même qu'un cinéma.

### Cabines
Le Dénia Ciutat Creativa dispose depuis 1994 de 79 cabines privatives situées majoritairement sur le pont 4 à l'arrière du navire ainsi qu'au milieu du pont 5. Internes ou externes, elles peuvent loger jusqu'à quatre personnes et sont toutes pourvues de sanitaires complets comprenant douche, WC et lavabo.

## Caractéristiques
Le Dénia Ciutat Creativa mesure 150 mètres de long pour 23,40 mètres de large, son tirant d'eau est de 6 mètres et sa jauge brute était de 14 398 UMS avant d'être porté à 19 308 UMS en 1994. Le navire était à l'origine aménagé pour transporter 50 convoyeurs. Il a depuis été transformé pour accueillir 1 000 passagers, bien que la capacité ne soit progressivement revue à la baisse à partir de 1999. Il possède un garage de 1 900 mètres linéaires de roll, soit une capacité de 108 remorques, pouvant également contenir 200 véhicules et accessible par une porte-rampe arrière. Il est entièrement climatisé. Il possède deux moteurs diesel Sulzer 8ZAL40S développant une capacité de 11 520 kW entraînant 2 hélices à pas variable faisant filer le bâtiment à plus de 19 nœuds. Le navire mixte est en outre doté d'un propulseur d’étrave et d'un stabilisateur anti-roulis à deux ailerons rétractables. Le navire est pourvu depuis 1994 de quatre embarcations de sauvetages fermées de grande taille, complétées par deux embarcations de petite taille, une embarcation semi-rigide ainsi que de nombreux radeaux de sauvetage.

## Lignes desservies
Au début de sa carrière, pour la compagnie Viamare, le navire était affecté au transport de fret entre l'Italie continentale et la Sicile sur la ligne Gênes - Termini Imerese.
Affrété par Strintzis Lines, le navire effectuait les lignes entre la Grèce et l'Italie sur la route Patras - Igoumenitsa - Corfou - Ancône.
Pour La Méridionale, de 1999 à 2011, le Scandola est affecté aux lignes entre Marseille et la Corse. Dans un premier temps affecté à la desserte d'Ajaccio en traversée de nuit, il sera affecté à partir de 2002 aux lignes vers Propriano et Porto Torres en Sardaigne.
Après avoir navigué entre l'Italie et l'Espagne sur la ligne Savone - Tarragone en 2012 sous affrètement par la société ASA Lines, le navire est affrété par la compagnie Acciona Trasmediterranea qui l'emploie à partir de 2013 entre Valence, Majorque et Ibiza.
Depuis 2016, le Dénia Ciutat Creativa navigue sur les lignes de Baleària entre Malaga et Almería vers le territoire autonome de Melilla ou encore vers Nador au Maroc.